# Порсангер
По́рсангер (норв. Porsanger — Пошангер, сев.‑саам. Porsáŋgu, фин. Porsanki) — муниципалитет (коммуна) в фюльке Финнмарк на севере Норвегии.

## Этимология
Первый элемент названия муниципалитета pors скорее всего является названием растения багульник болотный (норв. Finnmarkspors). По другой теории pors является изменённой формой саамского слова borsi, которое означает «водопад». Вторая часть названия, angr, означает «фьорд».

## География

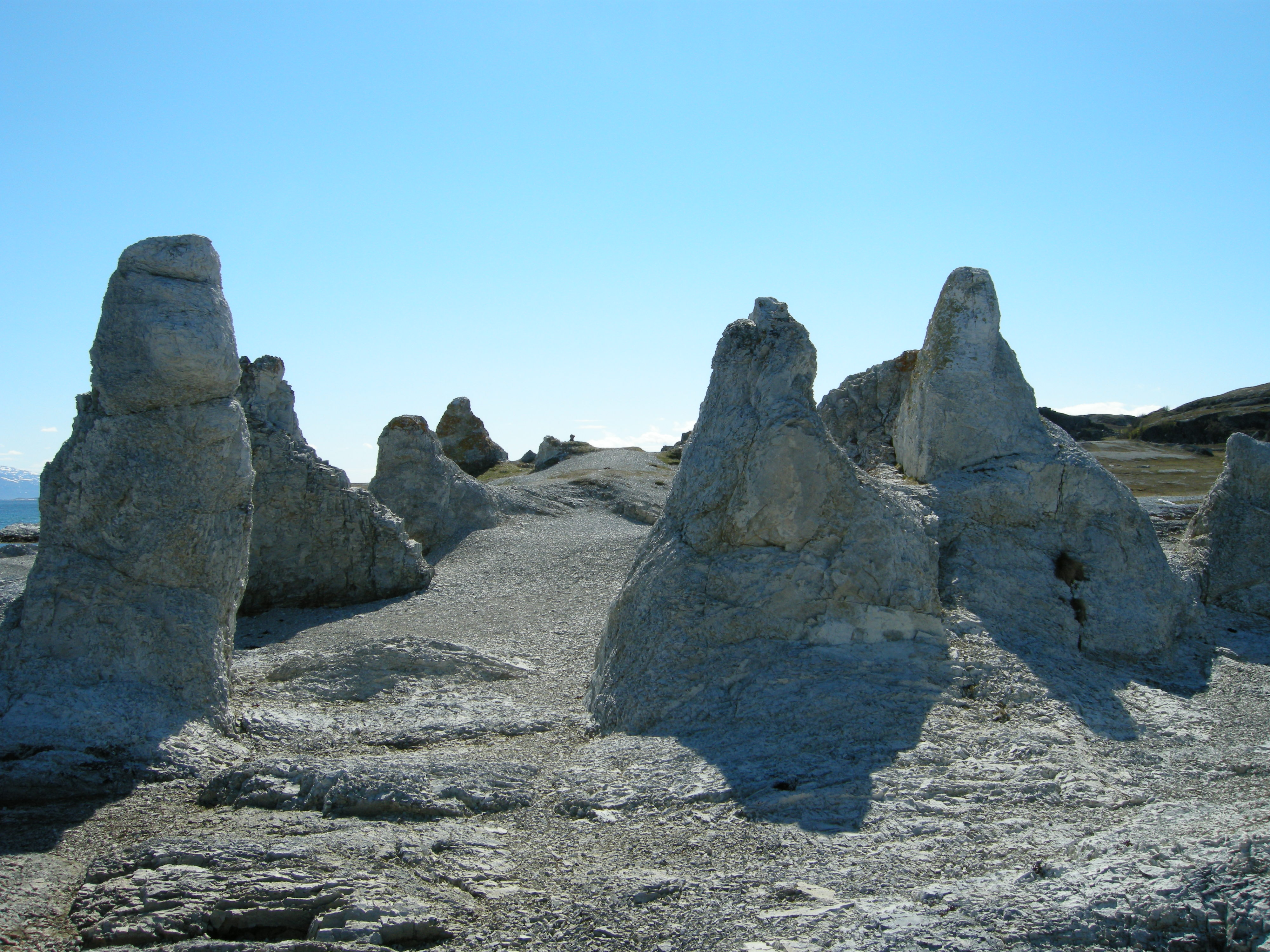
«Тролли» в Порсангере — природные образования из доломита

Порсангер — третий крупнейший муниципалитет страны с площадью 4872,7 км². Расположен в центральной части фюльке, по берегам залива Порсангер-фьорд, который является 4-м самым длинным фьордом Норвегии и самым длинным — в северной Норвегии. Граничит на северо-западе с муниципалитетами Квалсунн и Мосёй, на севере — с муниципалитетом Нордкап, на востоке — с Лебесбю, на юге — с Карасйок, на западе — с Алтой. Административный центр и крупнейший город — Лаксэльв, все остальные населённые пункты раскинулись по обоим берегам фьорда. Наиболее значительные из них: Кистранд, Олдерфьорд и Бёрсельв. На территории муниципалитета, к юго-западу от фьорда, располагается национальный парк Стаббурсдален, где находится самый северный в мире сосновый лес.
Полярный день продолжается с 16 мая по 27 июля. Полярная ночь — с 25 ноября по 16 января. Регион интересен своей богатой орнитофауной. Здесь встречаются такие виды как обыкновенный щур. Весной вдоль берегов фьорда останавливаются тысячи исландских песочников.

## Население
Население муниципалитета по данным на начало 2012 года составляет 3946 человек. Порсангер — единственный в Норвегии муниципалитет, где официальными являются три языка: норвежский (букмол), саамский и квенский (местный вариант финского, близкий к меянкиели).

## Экономика
Значительную роль в экономике Порсангера играют размещённый здесь гарнизон норвежской армии и авиабаза Банак подл Лаксэльвом. Лётное поле авиабазы используется также как гражданский аэропорт с рейсами в Тромсё и Киркенес. В муниципалитете находится самая северная в мире винодельня, в качестве сырья здесь используется водяника. В Лаксэльве издаётся саамоязычная газета Ságat.